# Odobești (Vrancea)
Odobești es una ciudad con estatus de oraș de Rumania en el distrito de Vrancea.

## Geografía
Se encuentra a una altitud de 146 m s. n. m. a 195 km de la capital, Bucarest.

## Demografía
Según estimación 2012 contaba con una población de 7 731 habitantes.
| 1948  | 1956  | 1966  | 1977  | 1992  | 2002  | 2012  |
| 4 482 | 4 977 | 5 741 | 8 544 | 8 572 | 8 000 | 7 731 |